# Улицкая улица (Киев)
Улицкая улица (укр. Улицька вулиця) — улица в Святошинском районе города Киева, местность Авиагородок, протяжённостью  0,6 км.
Пролегает от бульвара Академика Вернадского до улицы Василия Степанченко. Возникла в середине XX века под названием 853-я Новая. В 1953—1980 годах — Краснолиманская. В 1980 - 2022 годах — улица И. С. Улитина. 
Современное название — с 2022 года, в честь восточнославянского племени уличи. Улицу Улицкую пересекают улицы Александра Оксанченка, Авиаконструкторская и Владимира Гапоненка.

## Транспорт
- Ближайшие станции метро — «Академгородок», «Святошин»;
- Железнодорожная станция Святошин.

## Почтовый индекс
03115

## Телефонная нумерация
+380(44)424-хх-хх, 450-хх-хх, 451-хх-хх, 452-хх-хх

## Географические координаты
координаты начала 50°27′41″ с. ш. 30°22′35″ в. д.
координаты конца 50°27′57″ с. ш. 30°22′55″ в. д.